# Elhaida Dani
Elhaida Dani, född 17 februari 1993 i Shkodra, är en albansk sångerska. 2012 vann Dani Top Fest med låten "S'je më". Året därpå stod hon som segrare i den italienska versionen av The Voice. I december 2014 vann Dani den albanska musiktävlingen Festivali i Këngës 53 med sitt bidrag "Diell" (sol). Hon representerade därmed Albanien i Eurovision Song Contest 2015 i Wien. Efter att låten dragits tillbaka kom hon dock istället att tävla med "I'm Alive". Hon tog sig via den första semifinalen till tävlingens final, där hon efter att ha tilldelats 34 poäng slutade på 17:e plats av 27 finalister.

## Karriär
Dani föddes i den nordalbanska staden Shkodra 1993. Dani studerade från sex års ålder piano vid skolan Prenke Jakova i Shkodra. 2008 debuterade hon i Kënga Magjike 10 med låten "Fjala e fundit". Året därpå släppte hon sin första singel, "Si asnjëherë". 2009 deltog hon även i talangshowen Star Academy som hon vann.
2011 deltog hon i musiktävlingen Sunčane skale, där hon vann pris för bästa nya artist.

### 2011: Festivali i Këngës 50
Under hösten 2011 meddelades det att Dani var en av de 28 deltagarna i Festivali i Këngës 50 som gick av stapeln i december som Albaniens uttagning till Eurovision Song Contest 2012. Dani deltog med låten "Mijëra vjet" som komponerats av Endri Sina med text av Sokol Marsi. Marsi hade året dessförinnan skrivit Aurela Gaçes vinnarlåt i Festivali i Këngës 49, "Kënga ime".
I tävlingen placerades Dani i den andra semifinalen den 27 december 2011. Hon framförde sitt bidrag sist av alla, efter Xhensila Myrtezaj. När juryn överlagt stod det klart att Dani var en av de 10 som tog sig vidare till finalen dagen därpå.
I finalen, som bestod av 20 deltagare, fick Dani framföra sitt bidrag som nummer 17. Hon sjöng efter Mariza Ikonomi och före Rudina Delia. När juryn avlagt sina röster stod det klart att Dani inte fått några poäng. Hon stod tillsammans med sex andra artister utan poäng i finalen, som vanns av Rona Nishliu med "Suus".
Dani gjorde efter tävlingen en cover på Nishlius vinnarlåt, "Suus", som hon deltog i och vann musiktävlingen George Grigoriu med.

### 2012: Top Fest

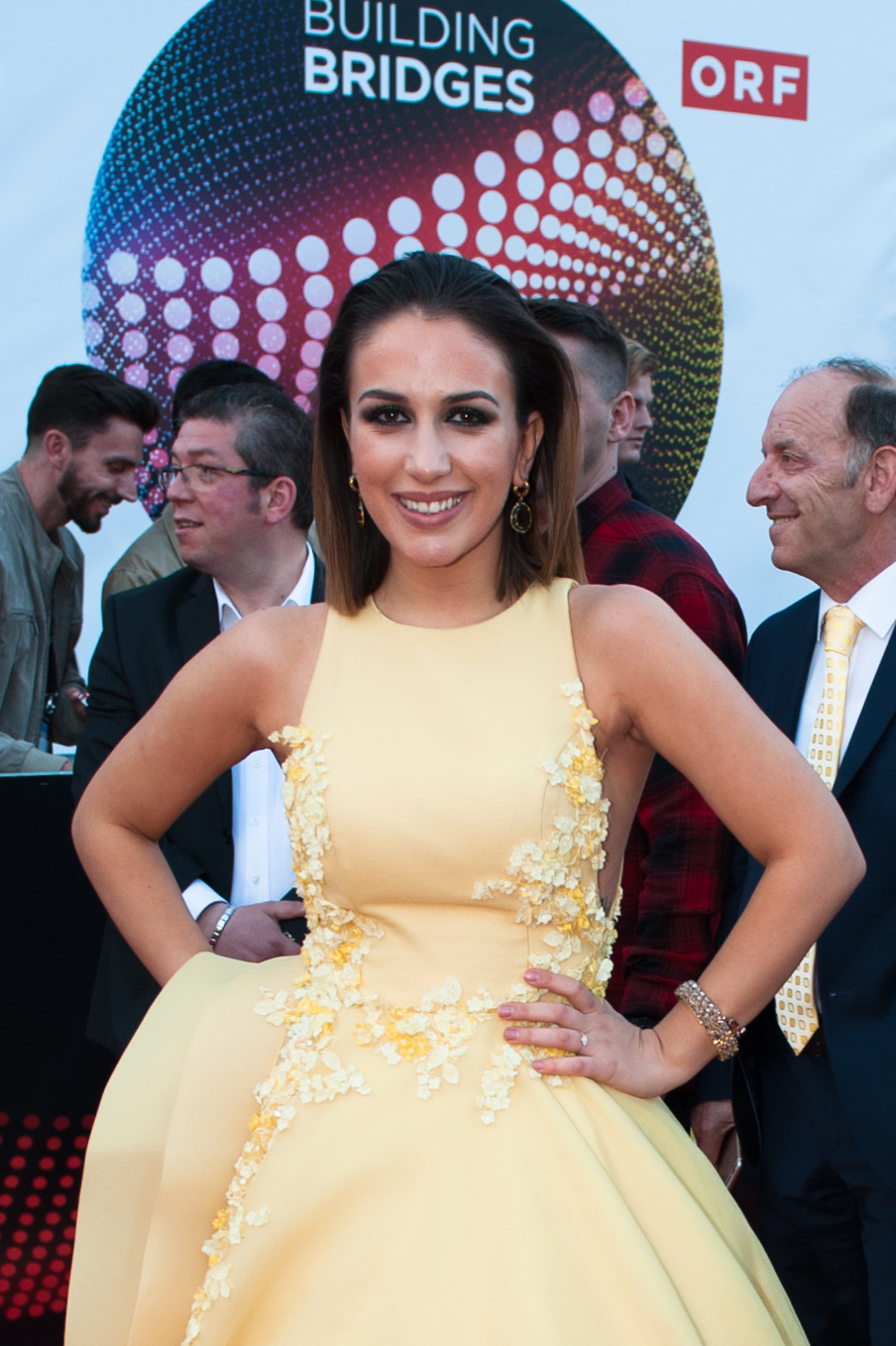
Elhaida Dani vid invigningen av Eurovision Song Contest 2015 i Wien.

Efter sitt deltagande i Festivali i Këngës ställde Dani under våren 2012 upp i musiktävlingen Top Fests nionde upplaga på Top Channel. Hon ställde upp med balladen "S'je më". Dani lyckades, via semifinalerna, ta sig vidare till finalen i juni 2012. Väl i finalen lyckades hon vinna tävlingen samt vinna priset för bästa nya artist. Genom Danis seger i tävlingen blev det sjätte året i rad som en kvinna vann tävlingen då den senaste manlige vinnaren var Alban Skënderaj år 2006.

### 2013: The Voice of Italy
I mars 2013 deltog Dani i den italienska versionen av talangjakten The Voice. Vid auditionturnén framförde hon låten "Mama Knows Best" av Jessie J. Efter att hon sjungit ville samtliga coacher ha med Dani i tävlingen. Dani valde till slut Riccardo Cocciante som coach. Hon uppmärksammades efter sitt framträdande positivt i italiensk media.
Dani gick där med vidare till duellrundan, där sångarna tävlar mot varandra om att gå vidare till de livesända programmen. I duellerna ställdes Dani mot Francesca Bellenis, som hon segrade över. I semifinalen av tävlingen ställdes hon mot Mattia Lever. Dani framförde låten "I Believe I Can Fly" av R. Kelly. Hon förlorade tittarrösterna med 49,87 % mot Levers 50,13 % men gick ändå till finalen tack vare fler juryröster.
I finalen framförde hon tre låtar: "I Will Always Love You" av Dolly Parton, den italienskspråkiga låten "Margherita" samt "When Love Calls Your Name". Dani vann telefonrösterna med stor marginal (55,98 % mot tvåan Timothy Cavicchinis 19,14 %). De tre högst placerade tog sig vidare till en andra av tre finalomgångar.
Där framförde Elhaida Dani låten "Mamma Knows Best" av Jessie J och hon ställdes då mot Veronica De Simone och Timothy Cavicchini. Efter att rösterna räknats tog Dani en stor seger i omgången då hon fick 62,25 % av rösterna mot tvåan Timothy Cavicchinis 22,56 %, som tillsammans med Dani gick vidare till en sista och slutgiltig final. I finalen framförde hon låten "Adagio" av Lara Fabian. Dani vann en jordskredsseger i tävlingen då hon fick 71,70 % av rösterna mot 28,30 % för tvåan.

#### Debut-EP
Drygt en månad efter sin seger i The Voice släppte Dani sin debut-EP som fick titeln Elhaida Dani. Med på den fanns bland annat hennes första singel på italienska, "Baciami e basta", skriven av Kekko Silvestre. Till samma låt släppte hon även samtidigt en officiell musikvideo. Med på EP:n finns även låten "When Love Calls Your Name" i två versioner, en studioinspelad samt en liveversion som framfördes av Dani i tävlingen. Totalt fanns på EP:n sju spår och sex olika låtar (två spår med låten "When Love Calls Your Name"). Tre av dess låtar är på italienska medan tre är på engelska.

### 2014: Festivali i Këngës 53

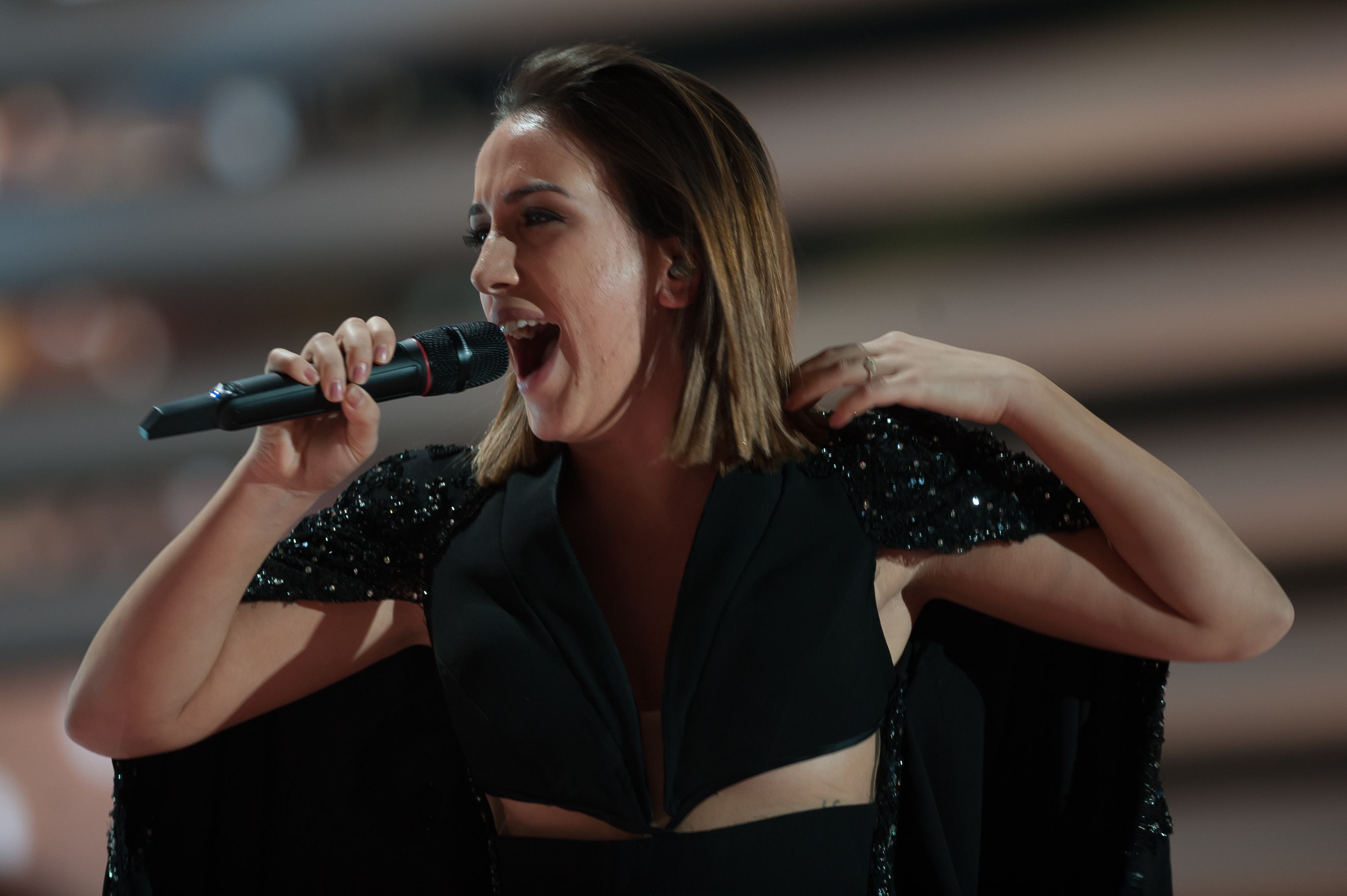
Elhaida vid en repetition inför semifinalen av Eurovision Song Contest 2015 i Wien.

I slutet av oktober meddelades det att Elhaida Dani kom att vara en av de 26 deltagarna i Festivali i Këngës 53. Hon kom att delta med låten "Të kërkoj" (jag söker dig) som sedermera bytte namn till "Diell" (sol). Låten har skrivits av Viola Trebicka och Sokol Marsi (upphovsman till festivalvinnaren "Kënga ime") med musik av Aldo Shllaku. Dani deltog i tävlingens andra semifinal från vilken hon tog sig till finalen den 28 december där hon framträdde som sist av de totalt 18 deltagarna. Hon fick av juryn 82 poäng, vilket var 2 poäng från maximala möjliga poäng. Hon vann därmed tävlingen före Bojken Lako på andra plats med 62 poäng och Lindita Halimi på tredje med 45 poäng. Hon kommer därmed att representera Albanien i Eurovision Song Contest 2015 i Wien i Österrike.

### 2015: Eurovision Song Contest
Efter segern i Festivali i Këngës i december 2014 började förberedelserna inför Eurovision Song Contest 2015 som hölls från den 19:e till den 23 maj 2015 i Wien. Dani meddelade tidigt att hon hade för avsikt att framföra bidraget på engelska i tävlingen och inte albanska. Vid tävlingen deltog hon i den första semifinalen och framförde låten som 14:e artist av 16. När rösterna hade sammanställts stod det klart att Dani tagit sig vidare till finalen. Hon fick i semifinalen 62 poäng och en 10:e plats, dock med stor marginal till 11:e-platsen. Det blev därmed första gången sedan 2012 som Albanien tog sig till finalen av tävlingen. Natten efter den andra semifinalen meddelade tävlingsledningen startordningen i finalen, där Dani framförde sitt bidrag som nummer 26 av 27 deltagare i finalen den 23 maj 2015. I finalen fick Dani 34 poäng vilket gav henne en 17:e plats. Åsikterna om bidraget gick dock verkligen isär mellan de nationella jurygrupperna och telefonrösterna, då folket ville ha henne på plats 9 med 93 poäng medan juryn satte henne nästsist med fyra poäng. Detta bidrog till Albaniens hittills sämsta placering i en final av Eurovision Song Contest vilken hon delar med Olta Boka och Kejsi Tola som också de slutade på 17:e plats i finalen.
| Poänggivande land | Belgien | Grekland | Nordmakedonien | Montenegro | TOT | PLA |
| Mottagna poäng    | 6       | 6        | 12             | 10         | 34  | 17  |

#### Låtbyte

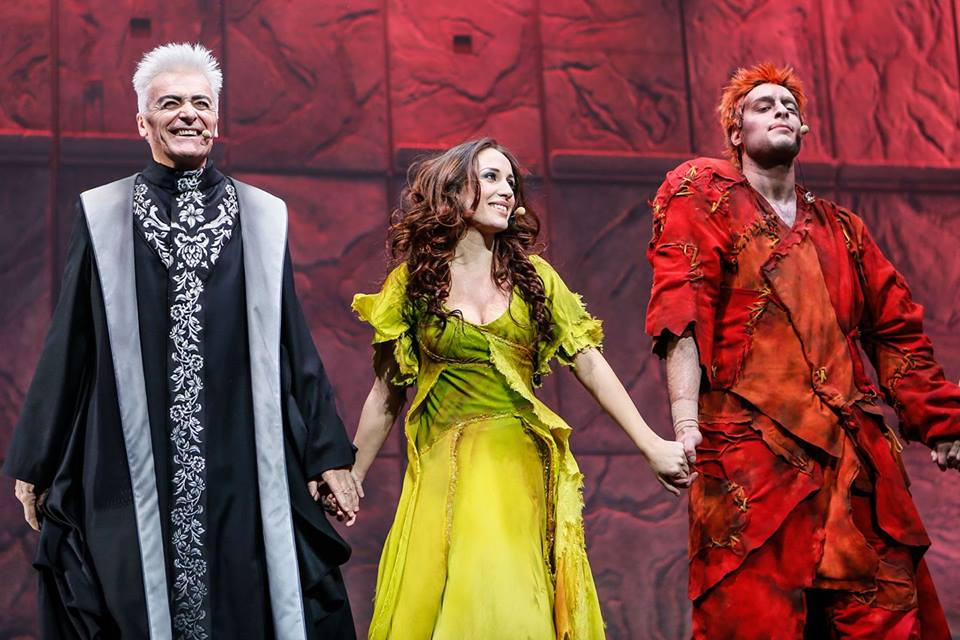
Elhaida Dani i rollen som Esmeralda i musikalen Notre-Dame de Paris.

I slutet på februari meddelade kompositören till vinnarbidraget "Diell", Aldo Shllaku att han drog tillbaka bidraget. Inledningsvis utan anledning, men enligt senare utsagor på grund av utbredd kritik mot låten. Bidraget kom att ersättas med låten "I'm Alive" (jag lever) som till hälften kom att ha samma upphovsman som "Diell", Sokol Marsi, med musik av den kända albanska producentduon Zzap & Chriss. De hade tidigare producerat låtar åt bland andra Nora Istrefi, Besa Kokëdhima, Ryva Kajtazi och senast åt Linda Halimi i Festivali i Këngës 53 med "S'të fal" som slutade trea.
Detta blev första gången sedan Albanien 2004 debuterade i Eurovision som det tävlande bidraget inte hade vunnit Festivali i Këngës, även om artisten var densamma. Efter beskedet lämnade kompositören av "Diell", Aldo Shllaku, ett uttalande till albansk media där han poängterade att anledningen till att han drog tillbaka låten var på grund av kontraktsbråk med RTSH. RTSH ville ha fullständiga rättigheter till låten vilket Shllaku inte ville gå med på varpå bidraget drogs tillbaka från medverkan.
Texten till "I'm Alive" skrevs från början på albanska av Sokol Marsi och har senare översatts till engelska av sångerskan Linda Halimi. Låten släpptes officiellt den 15 mars 2015 på Eurovisions Youtubekanal samt under RTSH:s 20:00-sändning. Den albanska versionen av samma låt, "Në jetë" (i livet), släpptes officiellt i maj 2015. Det bekräftades även att Dani vid Eurovision skulle ha med sig tre bakgrundssångare på scen. Däribland hennes medtävlande i Festivali i Këngës 53, Erga Halilaj.

### 2016–idag
2016 spelade Dani rollen som Esmeralda i musikalen Notre-Dame de Paris. Från 2016 höll Dani konserter i Frankrike, Libanon, Ryssland, Taiwan och Kanada.
I december 2017 ställde Dani för första gången upp i Kënga Magjike. Hon deltog med låten "E ngrirë" som hon både skrivit och komponerat själv i samarbete med Darko Dimitrov. Med sitt bidrag tog sig Dani till tävlingens final som en storfavorit till att ta hem segern. I finalen, där deltagarna själva röstar på varandra, mottog Dani näst flest poäng och slutade där med på andra plats bakom vinnaren Anxhela Peristeri. Placeringen resulterade i viss kontrovers i och med att den siste att rösta, Franc Koruni, valde att inte ge Dani några poäng vilket av många ansågs vara anledningen till att hon inte tog hem segern.
I december 2018 står Dani som upphovsman till den amerikansk-albanske sångaren Miruds debutbidrag till Festivali i Këngës 57 med titeln "Nënë".

## Diskografi

### EP-skivor
- 2013 – Elhaida Dani

### Singlar
- 2008 – "Fjala e fundit"
- 2011 – "Mijëra vjet"
- 2012 – "S'je më"
- 2013 – "When Love Calls Your Name"
- 2013 – "Baciami e basta"
- 2014 – "Të kërkoj / Diell"
- 2015 – "I'm Alive / Në jetë"
- 2017 – "Më mbaj"
- 2017 – "E ngrirë"